# جان كلينا
بالإنكليزية Jan Kleyna
حاصل على الدكتوراة في علم الفلك من جامعة هاواي لمعهد علم الفلك.مدرس في جامعة كامبردج اهتماماته الرئيسية هي ديناميك المجرة ، و عمل مع ديفيد جويت على وضع مدونات سلوك للكشف عن الوقت الحقيقي للأجسام المتحركة ، مثل أقمار جوفيان. كما أنه شارك في اكتشاف العديد من أقمار زحل.
الأسرة كلينا معروفة جيدا لكرومهم واسعة النطاق في جنوب كاليفورنيا .